# Leverantör
En leverantör är ett företag eller person som utför en prestation (till exempel en utförd tjänst eller vara) mot en motprestation (i regel mot ett överenskommet pris enligt avtalslagen). 

## Beskrivning av leverantör
Leverantör är en term inom supply chain management som avser alla som tillhandahåller varor eller tjänster med expertis till en annan organisation. Leverantörer kan sälja B2B (business to business, dvs. till andra företag), B2C (business to consumer eller direkt till konsument) eller B2G (business to government). Vissa leverantörer tillverkar lagerartiklar och säljer dem sedan till kunder, medan andra leverantörer erbjuder tjänster eller expertis.

## Typer av leverantörer
Det finns fyra huvudtyper av leverantörer i leveranskedjan, och företag och företagare har olika ansvarsområden.
Tillverkare: Råvaror som förvandlas till färdiga produkter produceras med hjälp av tillverkare.
Detaljhandlare: En detaljhandlare är en återförsäljare som säljer varor i butik eller online, t.ex. kläder, kontorsmaterial, gatuförsäljare som säljer varmkorv och så vidare.
En tjänsteleverantör tillhandahåller en tjänst till kunderna, t.ex. underhåll eller arbetskraft. Två exempel är rådgivningstjänster, städtjänster och många andra sådana tjänster.
En grossist köper varor från tillverkare och säljer dem vidare till detaljhandlare, distributörer och andra kunder. De fungerar som en viktig mellanhand i leveranskedjan och erbjuder konkurrenskraftiga priser och bekväma inköpsalternativ.
Om ett litet företag eller en stor organisation vill sälja en produkt vidare måste det finnas ett förhållande mellan en leverantör och en återförsäljare. Att registrera en leverantör innebär flera steg i processen, inklusive att fylla i en kreditansökan, registrera företagets kreditkort för att göra betalningar, förse dem med ditt företags telefonnummer och fastställa betalningsvillkor.